# Ilías Láppas
Ilías Láppas (en grec moderne : Ηλίας Λάππας) est un joueur grec de volley-ball né le 20 juillet 1979 à Athènes. Il mesure 1,94 m et joue réceptionneur-attaquant.

## Clubs
| Club                  | Pays  | De        | À         |
| --------------------- | ----- | --------- | --------- |
| Koukaki               | Grèce | 1991-1992 | 1996-1997 |
| Panellinios Athènes   | Grèce | 1997-1998 | 2000-2001 |
| AEK Athènes           | Grèce | 2001-2002 | 2001-2002 |
| Aris Salonique        | Grèce | 2002-2003 | 2002-2003 |
| PAOK Salonique        | Grèce | 2003-2004 | 2003-2004 |
| Panathinaikos Athènes | Grèce | 2004-2005 | …         |

## Palmarès
- Championnat de Grèce (1)
  - Vainqueur : 2006

- Coupe de Grèce (1)
  - Vainqueur : 2007
- Supercoupe de Grèce (1)
  - Vainqueur : 2006